# Alpestre
Alpestre, amtlich portugiesisch Muncípio de Alpestre, Aussprache Alpestreⓘ, ist eine Gemeinde im Bundesstaat Rio Grande do Sul Südbrasiliens. Der Norden der Gemeinde verläuft am Oberlauf des Rio Uruguai entlang und bildet eine Grenze zum Nachbarbundesstaat Santa Catarina. Die Bevölkerungszahl wurde 2021 auf 5885 Einwohner geschätzt, die Alpestrenser (alpestrenses) genannt werden und auf einer Gemeindefläche von rund 326 km² leben. Sie setzen sich hauptsächlich aus Nachkommen deutscher, polnischer und italienischer Einwanderer zusammen.

## Toponymie
Alpestre ist eine Hommage an die Schweizer Alpen, mit denen das Gemeindeterritorium einige Ähnlichkeiten aufweisen soll.

## Geographie
Die Entfernung zur Hauptstadt Porto Alegre beträgt 420 km Wegstrecke. Erreichbar ist der Ort über die ERS-504. Der Sitz des Munizip liegt auf 467 Meter über nn, Teile der Gemeinde auf 308 Metern.
Benachbart sind die Orte in Rio Grande do Sul Planalto, Iraí, Nonoai und in Santa Catarina Palmito, São Carlos, Águas de Chapecó und Caxambu do Sul. 
Das Biom ist Mata Atlântica.

### Klima
Die Stadt hat tropisches, warmes und gemäßigtes Klima, Cfa nach der Klimaklassifikation nach Köppen und Geiger. Die Durchschnittstemperatur ist 19,8 °C. Die durchschnittliche Niederschlagsmenge liegt bei 1892 mm im Jahr.
|                   | Jan  | Feb  | Mär  | Apr  | Mai  | Jun  | Jul  | Aug  | Sep  | Okt  | Nov  | Dez  |   |      |
| Temperatur (°C)   | 24,4 | 23,8 | 21,4 | 18,4 | 15,8 | 15,2 | 16,0 | 17,2 | 19,1 | 21,3 | 22,9 | 21,6 | Ø | 19,8 |
| Niederschlag (mm) | 160  | 162  | 129  | 153  | 170  | 153  | 138  | 151  | 170  | 186  | 165  | 155  | Σ | 1892 |

## Geschichte
Archäologische Funde lassen auf eine prähistorische Kultur schließen, die als Tupiguarani-Tradition bekannt ist. In der prä- und postcabralischen Zeit, der Entdeckung Brasiliens um 1500 durch Pedro Álvares Cabral, lebten in dem Gebiet Kaingangs. 
Die Kolonisierung begann etwa 1903, die ersten Ansiedler in Volta Grande, das durch eine Schleife des Río Uruguay gebildet wird, bauten Mais und Bohnen an umgeben von einem noch dichten Urwald. Die Revolution von 1923 brachte weitere Ansiedlerfamilien, die ihr bisheriges Land verlassen mussten. Die massenhafte Zuwanderung weißer Siedler zwang die Indios weiter östlich auszuweichen in das Territorium von Nonoai. 1933 wurde der Distrikt Alpeste als Teil von Iraí gegründet, wo es 30 Jahre lang blieb. Anfang der 1960er Jahre war die Infrastruktur soweit gewachsen, dass durch das staatliche Gesetz Nr. 4.688 vom 26. Dezember 1963 Alpestre zum Munizip mit Selbstverwaltungsrechten erhoben wurde. Die Installation erfolgte dann nach den ersten Wahlen am 13. April 1964, der auch der Gedenktag ist.
Von Bedeutung war die Errichtung eines Staudamms am Río Uruguay und dem Kraftwerk Foz de Chapecó (Usina Hidrelétrica Foz do Chapecó), es bedient beide Bundesstaaten und ist auch ein Touristenpunkt.

## Kommunalpolitik
Bei der Kommunalwahl 2016 wurde Alfredo de Moura e Silva des MDB zum Stadtpräfekten für die Amtszeit 2017 bis 2020 gewählt, er trat 2018 wegen einer Bestechungsaffäre im Rathaus zurück. Alpestre war die einzige Stadt in Rio Grande do Sul, die 2018 eine erneute Kommunalwahl durchführte. Gewählt wurde Valdir José Zasso des PDT, der jedoch Ende Juni 2020 einen Unfall erlitt, so dass der Stadtrat Rudimar Argenton von den Progressistas interimistisch die Amtsgeschäfte als Bürgermeister führt. Bei der Kommunalwahl 2020 wurde der Arzt Valdir José Zasso, genannt Dr. Valdir, des Partido Democrático Trabalhista (PDT) für die Amtszeit von 2021 bis 2024 zum Stadtpräfekten gewählt.
Die Legislative liegt bei einem Stadtrat aus neun gewählten Stadträten (vereadores).

## Gemeindegliederung
Neben dem namensgebenden Hauptort und dem Distrito de Alpestre bestehen seit 1964 drei weitere Distrikte, die aus Iraí der Gemeinde zugeordnet wurden: Distrito de Farinhas, Distrito de Sertãozinho und Distrito de Volta Grande.

## Bevölkerungsentwicklung
Die Landbevölkerung macht eine deutliche Abwärtsentwicklung, während der namensgebende Hauptort in etwa gleich groß bleibt. Die Bevölkerungsdichte betrug 2010 rechnerisch 24,6 Einwohner pro km². 2010 waren rund 20,4 % der Bevölkerung Kinder und Jugendliche bis 15 Jahre.
| Jahr | Einwohner | Stadt | Land   |
| --- | --------- | ----- | ------ |
| 1991 | 13.567    | 2.277 | 11.290 |
| 2000 | 10.266    | 2.157 | 8.109  |
| 2010 | 8.027     | 2.211 | 5.816  |
| 2021 | 5.885     | ?     | ?      |
| Hier fehlt eine Grafik, die leider im Moment aus technischen Gründen nicht angezeigt werden kann. Wir arbeiten daran! |           |       |        |

Quelle: